# 민주당 전당대회
민주당 전당대회(Democratic National Convention, DNC)는 미국 민주당 (미국)이 1832년부터 4년마다 개최하는 일련의 대통령 지명 전당대회이다. 1852년 전당대회부터 민주당 전국위원회가 주관해 왔다. 민주당 전당대회의 일차적인 목표는 미국의 대통령과 부통령 후보를 공식 지명하고, 포괄적인 정당 강령을 채택하고, 당을 통합하는 것이다. 미국 50개 주 전체와 컬럼비아 특별구, 미국 영토의 공약 대의원과 민주당 기득권층을 대표하는 비공약 대의원인 슈퍼 대의원이 전당대회에 참석해 당의 대통령 후보를 선택하기 위해 투표한다. 공화당 전당대회와 마찬가지로 민주당 전당대회는 예비선거 기간이 공식적으로 종료되고 총선 시즌이 시작되는 것을 의미한다. 1980년대 이후 전국대회는 당선자가 선출되기 오래 전에 발표되기 때문에 대부분 당선자를 위한 첫 행사가 되었다. 2020년에는 주요 정당과 다수의 소수 정당 모두 코로나19 범유행으로 인해 일반적인 대면 대회를 가상 프로그램으로 대체했다.

## 같이 보기
- 민주당 (미국)의 역사
- 민주당 (미국)
- 공화당 전당대회